# گمینا میژتس
گمینا میژتس (به لهستانی:  Gmina Mirzec) یک گمینا در لهستان است که در شهرستان ستاراخوویتسه واقع شده‌است. گمینا میژتس ۱۱۰٫۹۸ کیلومتر مربع مساحت و ۸٬۴۵۶ نفر جمعیت دارد.